# Tetramorium ericae
Tetramorium ericae är en myrart som beskrevs av Arnold 1917. Tetramorium ericae ingår i släktet Tetramorium och familjen myror. Inga underarter finns listade i Catalogue of Life.